# Георг II (Бриг)
Георг II Черния (на чешки: Jiří II Břežský, Jiří II Zbožný, на немски: Georg II von Brieg, Georg II der Schwarze; * 18 юли 1523; † 7 май 1586, Бриг, Долна Силезия) от клон Легница на силезийските Пясти, е от 1547 до 1586 г. е херцог на Бриг и Волау и управител (Verweser) на Херцогство Лигниц (1552 – 1557).

## Живот
Той е вторият син на херцог Фридрих II фон Лигниц († 1547) и втората му съпруга София фон Бранденбург-Ансбах-Кулмбах († 1537), дъщеря на маркграф Фридрих II от Бранденбург-Ансбах-Кулмбах.
Баща му го въвежда рано в политиката. Той получава след смъртта на баща му Бжешкото херцогство, а брат му Фридрих III (1520 – 1570) получава Легнишкото херцогство. Сестра му София (1525 – 1546) се омъжва през 1545 г. за курфюрст Йохан Георг фон Бранденбург от род Хоенцолерн.
Георг владее добре латински език и е меценат, събира книги и музикални произведения.

## Фамилия
Херцог Георг II се жени на 15 февруари 1545 г. в Берлин за Барбара фон Бранденбург (1527 – 1595) от род Хоенцолерн, дъщеря на курфюрст Йоахим II фон Бранденбург (1505 – 1571) и първата му съпруга Магдалена Саксонска (1507 – 1534), дъщеря на херцог Георг Брадати (1471 – 1539) и Барбара Ягелонка (1478 – 1534), дъщерята на полския крал Кажимеж IV Ягелончик. Те имат децата:
- Барбара (1548 – 1565)
- Йоахим Фридрих (1550 – 1602)
- Йохан Георг (1552 – 1592)
- София (1556 – 1594)
- Магдалена (1560 – 1562)
- Елизабет Магдалена (1562 – 1630), омъжена на 30 септември 1585 г. за херцог Карл II фон Мюнстерберг (1545 – 1617) от род Подебради